# Gitta Nickel
Gitta Nickel (* 28. Mai 1936 in Briensdorf, Kreis Preußisch Holland, Provinz Ostpreußen; † 18. Dezember 2023 in Werder (Havel)) war eine deutsche Filmemacherin. Sie zählte zu den wenigen Regisseurinnen, die in der DDR erfolgreich waren. Ab den 1960er Jahren produzierte sie mehr als 60 Filme, von denen auf Festivals einige ausgezeichnet wurden. 

## Leben und Wirken
Die Tochter eines Molkereibesitzers machte ihr Abitur in Blankenburg (Harz). Nickel studierte an der Humboldt-Universität zu Berlin Pädagogik und Germanistik. 1957 beendete sie ihr Studium mit dem Staatsexamen.
Daran anschließend sammelte sie als Regieassistentin bei der DEFA erste Erfahrungen im Filmgeschäft. Ab 1959 war sie in dieser Funktion auch bei der Produktion von Spielfilmen beteiligt. Im Jahr 1963 wechselte sie zum Studio für Wochenschau und Dokumentarfilm. Sie arbeitete wiederum als Regieassistentin vor allem mit Karl Gass zusammen. Zwei Jahre darauf inszenierte sie mit Wir verstehen uns ihren ersten eigenen Film.
In den folgenden Jahren drehte sie vermehrt Dokumentarfilme in der Sowjetunion. Daneben interessierte sie sich auch für das alltägliche Leben in der DDR und fing auch dieses in einigen Produktionen ein. Dabei arbeitete sie fast ausschließlich mit dem Kameramann Niko Pawloff zusammen. 
Für das DDR-Fernsehen inszenierte Nickel mehrere filmische Porträts, u. a. 1977 einen Film über den Regisseur Konrad Wolf. Sie ließ die Porträtierten selbst zu Wort kommen und verzichtete weitgehend auf eine Kommentierung. 
Seit 1972 gehörte sie dem Vorstand, seit 1977 dem Präsidium des Verbands der Film- und Fernsehschaffenden der DDR an.

## Filmografie (Auswahl)
- 1965: Wir verstehen uns
- 1967: Sibirien, mein Haus
- 1968: Lieder machen Leute
- 1969: Hier und dort
- 1970: Sie
- 1971: Palucca / Gret Palucca
- 1972: Heuwetter. Geschichten aus Hohenselchow 1972 und 1963
- 1973: Die Söhne der Thai
- 1974: Paul Dessau
- 1975: … und morgen kommen die Polinnen (Fernsehfilm)
- 1976: Das ist einfach mein Leben
- 1976: Die May
- 1977: Konrad Wolf
- 1980: Verbrennt nicht unsere Erde
- 1981: Manchmal möchte man fliegen
- 1982: Gundula, Jahrgang ’58
- 1984: Renate Holland-Moritz
- 1986: Wenn man eine Liebe hat...
- 1987: Wie ein Fisch im Wasser
- 1988: Zwei Deutsche
- 1996: Shalom Genossen
- 1999: Ich war Bürger der DDR

## Auszeichnungen
Einige ihrer Filme erhielten auf verschiedenen Festivals in der DDR Auszeichnungen, so 1982 den Findlingspreis auf dem Nationalen Festival des Dokumentarfilms der DDR.
- 1973: Kunstpreis der DDR
- 1974: Nationalpreis III. Klasse
- 1984: Held der Arbeit
- 1988: Kunstpreis des FDGB für die kontinuierliche und überzeugende Darstellung der Arbeiterklasse im Dokumentarfilm[3]